# Antillerseglare
Antillerseglare (Chaetura martinica) är en fågel i familjen seglare.

## Utbredning och systematik
Fågeln finns på Guadeloupe, Dominica, Martinique, St. Lucia och St Vincent. Den behandlas som monotypisk, det vill säga att den inte delas in i några underarter.

## Status
Arten har ett stort utbredningsområde och beståndet anses vara stabilt. Internationella naturvårdsunionen IUCN listar den därför som livskraftig (LC).